# Moldova-Sulița, Suceava
Moldova-Sulița (germană Moldawa Sulitza) este satul de reședință al comunei cu același nume din județul Suceava, Bucovina, România.

## Istoria
Moldova-Sulița este consemnată pentru prima oară într-un hrisov domnesc din 15 martie 1490, prin care Ștefan cel Mare stabilea hotarele Mânăstirii Putna.

## Personalități
- Elisabeta Lazăr (1970 - 2014), călugăriță ortodoxă care s-a nevoit la Mănăstirea Pasărea și în vârful Muntelui Giumalău, propusă spre canonizare, în anul 2026.